# Kim Seo-ra
Kim Seo-ra (* 23. Februar 1993) ist eine südkoreanische Biathletin.
Kim Seo-ra gab ihr internationales Debüt bei den Junioren-Wettbewerben der Sommerbiathlon-Weltmeisterschaften 2010 in Duszniki-Zdrój, wo sie jeweils Zwölfte in Sprint und Verfolgung sowie Zehnte mit der Staffel wurde. Zum Auftakt der Saison 2010/11 des IBU-Cups bestritt sie in Beitostølen ihre ersten Rennen in Europa. Im ersten Sprint verpasste sie als 48. noch einen Punktgewinn, im folgenden Sprint gewann sie als 28. erstmals Punkte. Ihr bestes Resultat in der Rennserie erreichte sie als 23. eines Einzels im weiteren Saisonverlauf in Nové Město na Moravě. Noch in derselben Saison folgte in Obertilliach das Debüt im Biathlon-Weltcup. Mit Jo In-hee, Mun Ji-hee und Kim Mi-seon wurde sie in einem Staffelrennen 19. In Ruhpolding folgte das erste Einzelrennen, in diesem Sprintrennen belegte sie den 88. Platz. Erstes Internationales Großereignis wurden die Winterasienspiele 2011 in Almaty. Dort kam Kim an der Seite von Chu Kyoung-mi, Mun Ji-hee und Kim Kyung-nam in der Staffel auf den vierten Platz. In der Saison 2011/12 erreichte Kim mit Rang 74 bei einem Sprint in Oberhof ihr bislang bestes Resultat im Weltcup.

## Biathlon-Weltcup-Platzierungen
Die Tabelle zeigt alle Platzierungen (je nach Austragungsjahr einschließlich Olympische Spiele und Weltmeisterschaften).
- 1.–3. Platz: Anzahl der Podiumsplatzierungen
- Top 10: Anzahl der Platzierungen unter den ersten zehn (einschließlich Podium)
- Punkteränge: Anzahl der Platzierungen innerhalb der Punkteränge (einschließlich Podium und Top 10)
- Starts: Anzahl gelaufener Rennen in der jeweiligen Disziplin

| Platzierung             | Einzel | Sprint | Verfolgung | Massenstart | Staffel | Gesamt |
| ----------------------- | ------ | ------ | ---------- | ----------- | ------- | ------ |
| 1. Platz                |        |        |            |             |         |        |
| 2. Platz                |        |        |            |             |         |        |
| 3. Platz                |        |        |            |             |         |        |
| Top 10                  |        |        |            |             |         |        |
| Punkteränge             |        |        |            |             | 2       | 2      |
| Starts                  |        | 1      |            |             | 2       | 3      |
| Stand: 18. Februar 2011 |        |        |            |             |         |        |